# Манастир Милановац
Манастир Милановац је манастир Српске православне цркве, у епархији бихаћко-петровачкој посвећен Рођењу Пресвете Богородице.

## Положај
Налази се у Босанском Милановцу, у општини Сански Мост.

## Прошлост
Манастир се гради код цркве Рођења Пресвете Богородице која је изграђена 1880. године од дрвета. На њеним темељима је 1894. године изграђена црква од чврстог материјала. Црква је тешко оштећена у Другом свјетском рату од стране усташа, и у посљедњем рату у БиХ, од стране припадника Армије БиХ.

## Садашњост
Црква је обновљена и освештана у недјељу по празнику Рођења Пресвете Богородице, 22. септембра 2013. године. 
Изградња конака за будући манастир је договорена 1. септембра 2014. године у манастиру Клисина током сусрета епископа Атанасије са директором Републичког секретаријата за вјере Драганом Давидовићем, Драгомиром и Славишом Крунићем, њиховим сарадницима и игуманом Василијем Рожићем. Договорено је, такође, да ће будући манастир бити метох тј. под управом манастира Клисине до његовог потпуног осамостаљења када се за то испуне неопходни услови. На Крстовдан 27. септембра 2015. године при храму Рођења Пресвете Богородице у Босанском Милановцу епископ будимљанско-никшићки Јоаникије и епископ бихаћко - петровачки Атанасије уз саслужење више свештеника су освештали темеље будућег конака.